# Dubravko Tadić
Dubravko Tadić, (Zagreb, 31. listopada 1934. – Zagreb, 6. ožujka 2003.), hrvatski fizičar, akademik HAZU svjetski ugledni znanstvenik na području teorijske fizike elementarnih čestica, čiji se radovi citiraju u vrhunskim svjetskim monografijama i časopisima, od čega samo u američkoj bazi znanstvenih podataka citiran je preko 1000 puta.

## Životopis
Rođen u Zagrebu. Diplomirao (1958.) i doktorirao (1961.) na Prirodoslovno-matematičkom fakultetu u Zagrebu (PMF). 
Već kao student počeo se baviti problemima beta-raspada na čemu je i magistrirao i doktorirao tezom Pseudoskalarno vezanje kod ß prijelaza, kod mentora Gaje Alage. Usavršavao se na Odjelu za matematičku fiziku Sveučilišta u Birminghamu u Engleskoj (1962–64., 1977. – 78.), u Nacionalnom laboratoriju u Brookhavenu, na Stone Brook Sveučilištu, te na Sveučilištu Cincinnati u SAD-u (1968. – 69.) te na nekim sveučilištima u Kanadi, Argentini (Departamento de Fisica, Facultad de Ciencias, Universidad Nacional de La Plata) i Brazilu. Akademik Tadić bio je dugogodišnji djelatnik Instituta Ruđer Bošković. Na Institutu Ruđer Bošković je radio kao asistent 1958. do 1963. godine, a poslije kao povremeni suradnik. 1960-ih je bio na čelu Laboratorija za visoke energije na IRB-u. Bio je na čelu teorijske skupine za nuklearnu fiziku 1965. i 1970. godine. U prvoj fazi svog istraživačkog rada surađivao je sa znanstvenicima kao što su Gaja Alaga, Leopold Šips, B. Eman and F. Krmpotić, a svjetski se pročuo radom s E. Fischbachom. Kao član teorijske grupe 1960-ih godina je došao na CERN (nuklearna fizika i slabe interakcije). Radio je na PMF-u (1963. – 2003.), gdje je bio docent od 1963., od 1967. izvanredni, a od 1972. redoviti profesor na Zavodu za teorijsku fiziku. Pročelnik pročelnik Fizičkog odsjeka PMF-a od 1973. do 1975. i od 1992. do 1995. te predstojnik Zavoda za teorijsku fiziku (1988. – 92. i 1995. – 2003.). Držao je predavanja iz predmeta Kvantna fizika, Klasična elektrodinamika, Fizika elementarnih čestica i drugih. Bavio se teorijskom fizikom elementarnih čestica, posebno beta-raspadom i drugim elektroslabim procesima, posebice procesima važnim za razumijevanje ujedinjene teorije slabih i elektromagnetskih interakcija i njene veze s teorijom jakih sila, tzv. kvantnom kromodinamikom, te kvarkovskim modelima. Osobito su signifikantni njegovi doprinosi razumijevanju lomljenja zrcalne simetrije u prirodi i u tome je bio svjetski priznat stručnjak. Osnovao je skupinu mlađih znanstvenika, tzv. zagrebačku grupu, koja je proučavala fenomenologiju elektroslaboga ujedinjenja. Skupinu su činili studenti koje je vodio 1970-ih (A. Andrasi, H. Galić, B. Guberina, I. Picek i J. Trampetić) pri studiranju efektivne slabe Hamiltonove s QCD ispravkama. Bio je glavni organizator prve međunarodne konferencije iz fizike u neovisnoj Hrvatskoj VIIth Adriatic Meeting on Particle Physics (Brijuni, 13. – 20. rujna 1994.), zajedno s D. Klabučarom i I. Picekom. Za člana suradnika HAZU-a izabran je 1975., a redovitim članom postao je 1991. Dobitnik je Nagrade za znanstveni rad »Ruđer Bošković« (1974).

## Vanjske poveznice
- Hrvatska znanstvena bibliografija
- Hrvatsko fizikalno društvo  Arhivirana inačica izvorne stranice od 10. travnja 2016. (Wayback Machine) Izdanje časopisa Fizika B posvećeno u spomen na prof. Dubravka Tadića